# Kovács Béla (tanár)
Kovács Béla, Molnos Kovács Béla (Arad, 1862. július 28. – Budafok, 1949. május 16.) állami tanítóképző-intézeti tanár.

## Élete
Kovács Imre szegény sorsú iparos és Viola Viktória fia. Szülővárosában 1880-ban az állami elemi iskolai és 1882-ben az budapesti felső nép- és polgári iskolai tanítóképzőt végezte. Az 1891-92. tanév első felében és az 1897-98. első és második felében rendkívüli hallgatója volt a kolozsvári egyetem bölcseleti karának. Tanuló korában sok küzdelemmel mint házi tanító tartotta fenn magát. 1883-ban Gyertyánffy István Budapestre hívta meg az állami gyakorló polgári iskolához helyettes tanárnak és azon év őszén a székelykeresztúri állami tanítóképzőhöz segédtanárnak, 1891-ben pedig a kolozsvári állami tanítóképző-intézethez rendes tanárnak nevezték ki.

## Írásai
Rendszeres meteorológiai megfigyelések Székelykeresztúron 1886-tól 1891-ig (a központi meteorologiai állomás Évkönyvei számára); cikkei a Természettudományi Közlöny Pótfüzeteiben (1889. A natrium kiválasztotta hydrogén térfogatának és súlyának meghatározása, A testek vegyülésénél kifejlődő hőnek, valamint az égésnél beálló súlynövekedésnek igazolása a kaliumhydroxid előállításával, A szénsavas sókban foglalt szénsav térfogatának és súlyának gyors meghatározása, A kalium chlortban foglalt oxigén térfogatának és súlyának meghatározása); a Méhészeti Közlönyben (V. évf. A jobb mézelő növényekről és azok tenyésztéséről, tekintettel hazánk égalji viszonyaira és a tenyésztésre ajánlhatók hasznosságára mezőgazdasági szempontból, pályanyertes munka, 1896. A virágpor mint a méhek tápláléka); A Magyar Tanítóképzőben (II. és III. évf. Nézeteim a tizedes törtek tanításáról a népiskolában, 1897. A tanítónőképző mennyiségtani tantervjavaslata); a Család és Iskolában (XIX. évf. A törtszám ismertetése s polemia, XX. A közönséges törtek tanításáról.)

## Munkája
- A víz a növények életében, Kolozsvár, 1896. (Különnyomat a Család és Iskolából.)